# Roosevelt (Arizona)
Roosevelt è un census-designated place (CDP) degli Stati Uniti d'America situato nello stato dell'Arizona, nella contea di Gila.